# FUTURE 2 FUTURE
『FUTURE 2 FUTURE』は、アメリカ合衆国のジャズ・ミュージシャン、ハービー・ハンコックが2001年に発表したスタジオ・アルバム。

## 背景
かつて『フューチャー・ショック』（1983年）、『サウンド・システム』（1984年）、『パーフェクト・マシーン』（1988年）といったアルバムでハンコックと共演したビル・ラズウェルが、再度共同プロデューサーに迎えられた。なお、本作にターンテーブルで参加したグランドミキサーDXTは、『フューチャー・ショック』にもグランドミキサーD.STという名義で参加していた。
本作にはカール・クレイグ、カーシュ・ケイル、ロブ・スウィフト、ジェラルド・シンプソンといったエレクトロニクス系のミュージシャンも、ラズウェルの紹介により参加し、一方で既に故人であったトニー・ウィリアムス（1960年代にマイルス・デイヴィス・クインテットでハンコックと共演）が参加した曲も含まれている。

## 反響・評価
アメリカでは、総合アルバム・チャートのBillboard 200入りは逃したが、『ビルボード』のコンテンポラリー・ジャズ・アルバム・チャートでは2位、インディペンデント・アルバム・チャートでは35位を記録した。日本では4週オリコンチャート入りし、最高45位を記録した。
Rob Theakstonはオールミュージックにおいて5点満点中3点を付け「ジャズの純粋主義者には、間違いなく受け入れがたいレコードだが、当代のエレクトロニック・ミュージックを聴く耳もある向きにとっては、ジャズという音楽における偉大なミュージシャンの一人が、自身の音楽性を再定義してみせた、楽しめる演習である」と評している。

## 収録曲
1. "Kebero Part I" (Herbie Hancock, Bill Laswell, Carl Craig, Gigi) - 3:10
2. "Wisdom" (H. Hancock) - 0:33
3. "The Essence" (H. Hancock, B. Laswell, Chaka Khan) - 4:54
4. "This Is Rob Swift" (H. Hancock, B. Laswell, Rob Swift, Jack DeJohnette) - 6:55
5. "Black Gravity" (Gerald Simpson, H. Hancock, B. Laswell) - 5:29
6. "Tony Williams" (H. Hancock, B. Laswell, Tony Williams, Dana Bryant) - 6:08
7. "Be Still" (H. Hancock, B. Laswell, Imani Uzuri) - 5:11
8. "Ionosphere" (H. Hancock, B. Laswell, Karsh Kale) - 3:59
9. "Kebero Part II" (H. Hancock, B. Laswell, C. Craig, Gigi) - 4:47
10. "Alphabeta" (H. Hancock, B. Laswell) - 5:29
11. "Virtual Hornets" (H. Hancock, B. Laswell) - 8:50

### 日本盤CD (VICP-61354)
1. ウィズダム - "Wisdom" (H. Hancock) - 1:09
2. ケベーロ・パートI - "Kebero Part I" (H. Hancock, B. Laswell, C. Craig, Gigi) - 3:27
3. ジ・エッセンス - "The Essence" (H. Hancock, B. Laswell, C. Khan) - 4:48
4. ディス・イズ・ロブ・スウィフト - "This Is Rob Swift" (H. Hancock, B. Laswell, R. Swift, J. DeJohnette) - 6:54
5. ブラック・グラヴィティ - "Black Gravity" (G. Simpson, H. Hancock, B. Laswell) - 5:25
6. トニー・ウィリアムス - "Tony Williams" (H. Hancock, B. Laswell, T. Williams, D. Bryant) - 6:04
7. アイオノスフィア - "Ionosphere" (H. Hancock, B. Laswell, K. Kale) - 4:16
8. アルファベータ - "Alphabeta" (H. Hancock, B. Laswell) - 5:27
9. ビー・スティル - "Be Still" (H. Hancock, B. Laswell, I. Uzuri) - 4:40
10. ヴァーチャル・ホーネッツ - "Virtual Hornets" (H. Hancock, B. Laswell) - 8:49
11. ケベーロ・パートII - "Kebero Part II" (H. Hancock, B. Laswell, C. Craig, Gigi) - 5:02
12. ジ・エッセンス（DJ KRUSHリミックス） - "The Essence (DJ Krush Remix)" (H. Hancock, B. Laswell, C. Khan) - 5:49

## 参加ミュージシャン
- ハービー・ハンコック - キーボード
- ビル・ラズウェル - エレクトリックベース
- ウェイン・ショーター - テナー・サクソフォーン(on "Tony Williams", "Virtual Hornets")、ソプラノ・サクソフォーン(on "Be Still")
- チャーネット・モフェット - アコースティック・ベース(on "The Essence", "Be Still", "Virtual Hornets")
- カーシュ・ケイル - ドラムス(on "The Essence", "Ionosphere")、ドラム・プログラミング(on "Ionosphere")
- ジャック・ディジョネット - ドラムス(on "This Is Rob Swift", "Be Still", "Alphabeta", "Virtual Hornets")
- トニー・ウィリアムス - ドラムス(on "Tony Williams")
- カール・クレイグ - ドラム・プログラミング(on "Kebero Part I", "Kebero Part II")
- ア・ガイ・コールド・ジェラルド - ドラム・プログラミング(on "Black Gravity")
- ロブ・スウィフト - プログラミング、ターンテーブル(on "This Is Rob Swift")
- グランドミキサーDXT - ターンテーブル(on "The Essence")
- ジジ - ボーカル(on "Kebero Part I", "Kebero Part II")
- チャカ・カーン - ボーカル(on "The Essence")
- ダナ・ブライアント - ボーカル(on "Tony Williams")
- Imani Uzuri - ボーカル(on "Be Still")
- Elenni Davis-Knight - スポークン・ワード(on "Wisdom")